# 香樹輝
香樹輝 （英語：Heung Shu Fai，1946年—），祖籍廣東東莞，六歲時從中國大陆移民來到香港，香港中文大學新亞書院經濟系畢業，投資銀行家、資深傳媒人，在多份香港報紙、雜誌有專欄，筆名畢流香、辛翠時、左丁山、喬菁華，曾任香港電台《城市論壇》主持人、《星島日報》總經理、《華僑日報》社長、新城電台財經台節目《香樹輝King King傾》、《中環會客室》等主持。他曾是新亞中學的校董。

## 學歷
- 1961年畢業於九龍總商會中文小學[4]
- 1967年畢業於九龍總商會英文中學中五年級[5]
- 1971年香港中文大學新亞書院經濟學社會科學學士畢業[6]
- 獲美國洛克菲勒基金獎學金 往泰國進修，乃其時新亞書院首位往泰國進修的畢業生
- 1974年 曼谷法政大學經濟學碩士學位

## 公關公司
主事人為葉潔馨和香樹輝
見信報月刊2008年11月，43頁

## 公職
香樹輝現任香港中文大學校董，並分別是新亞書院、敬文書院的校董及院董會成員。曾是新亞中學的校董。

## 相關
- 新城電台前主持人
- 《星島日報》
- 香港中文大學榮譽院士
- 公共關係專科
- 《壹周刊》前總編輯
- 香港中文大學校友會
- 前《華僑日報》東主
- 馬匹天高明、天光明、一片光明、齊歡最樂、心之靈馬主

## 外部参考
- 香樹輝 談公共關係的工作

## 來源參考
1. ↑  . 《中大校友》季刊第106期. 香港中文大學校友事務處. 2021-06  [2022-12-03]. （原始内容存档于2022-12-03）. （页面存档备份，存于）
2. ↑  鄧明儀. . 香港: AM730. 2011-03-01: 46  [2013-08-13].[]
3. ↑  李天命. . 香港: 明報網站.   [2013-08-13]. （原始内容存档于2013-08-02）. （页面存档备份，存于）
4. ↑  . 華僑日報. 1961-07-27: 15  [2022-04-11].
5. ↑  . 華僑日報. 1967-07-27: 15  [2022-03-16]. （原始内容存档于2022-03-16）. （页面存档备份，存于）
6. ↑  . 華僑日報. 1971-07-02: 13  [2022-03-29]. （原始内容存档于2022-03-29）. （页面存档备份，存于）
7. ↑  . 香樹輝 (星島日報). 2010年7月15日.